# Frederick Wollaston Hutton

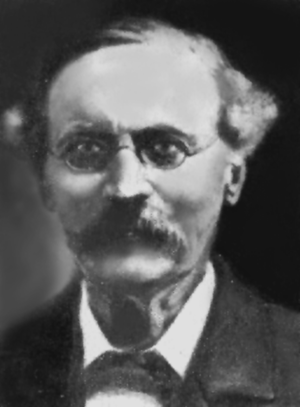
Frederick Wollaston Hutton

Frederick Wollaston Hutton (* 16. November 1836 in Gate Burton, Lincolnshire, England; † 27. Oktober 1905 auf dem Schiff Rimutaka bei Kapstadt) war ein britischer Geologe und Zoologe.

## Leben
Hutton wurde 1880 Professor für Biologie am Canterbury College (University of Canterbury) in Neuseeland. 1892 wurde er zum Fellow of the Royal Society gewählt. Von 1893 bis zu seinem Tod war er Kurator des Canterbury Museums.
1891 war er Gründungsmitglied des New Zealand Alpine Club in der Funktion eines Vizepräsidenten. Ab 1893 war er für zwei Jahre Präsident desselben.
Hutton verstarb während einer Reise von Neuseeland nach England auf dem Schiff Rimutaka. Er wurde in der Nähe von Kapstadt auf See bestattet.

## Ehren und Dedikationsnamen
1891 wurde er mit der Clarke-Medaille der Royal Society of New South Wales ausgezeichnet. Der britische Polarforscher Robert Falcon Scott benannte ihm zu Ehren die Hutton-Kliffs auf der antarktischen Ross-Insel. Otto Finsch benannte 1874 die Rapafruchttaube (Ptilinopus huttoni) und Gregory Mathews im Jahr 1912 den Huttonsturmtaucher (Puffinus huttoni) nach Frederick Wollaston Hutton. 1909 gründete die Royal Society of New Zealand den Hutton Memorial Fund, der alljährlich neuseeländische Biologen, Geologen und Botaniker für herausragende Arbeiten mit der Hutton Medal auszeichnet.

## Schriften
- 1887: Darwinism
- 1896: Theoretical Explanations of the Distribution of Southern Faunas
- 1899: Darwinism and Lamarckism: Old and New
- 1902: The Lesson of Evolution
- 1902 mit James Mackay Drummond: Nature in New Zealand
- 1904: Index Faunae Nova-Zealandiae
- 1904 mit James M. Drummond: The Animals of New Zealand